# Krugersdorp
Krugersdorp (nom d'origine afrikaans signifiant Village de Kruger) est une ville minière d'Afrique du Sud fondée en 1887 au Transvaal et située, depuis 1994, dans la province du Gauteng.

## Démographie
Selon le recensement de 2011, la ville de Krugersdorp compte 140 643 habitants, majoritairement issus des  communautés blanches (50,22 %). Les communautés noires représentent 42,27 % des habitants tandis que les indo-asiatiques représentent 5,38 % des résidents. 
Les habitants ont majoritairement l'afrikaans pour langue maternelle (42,03 %) devant l'anglais (19,50 %).

## Historique

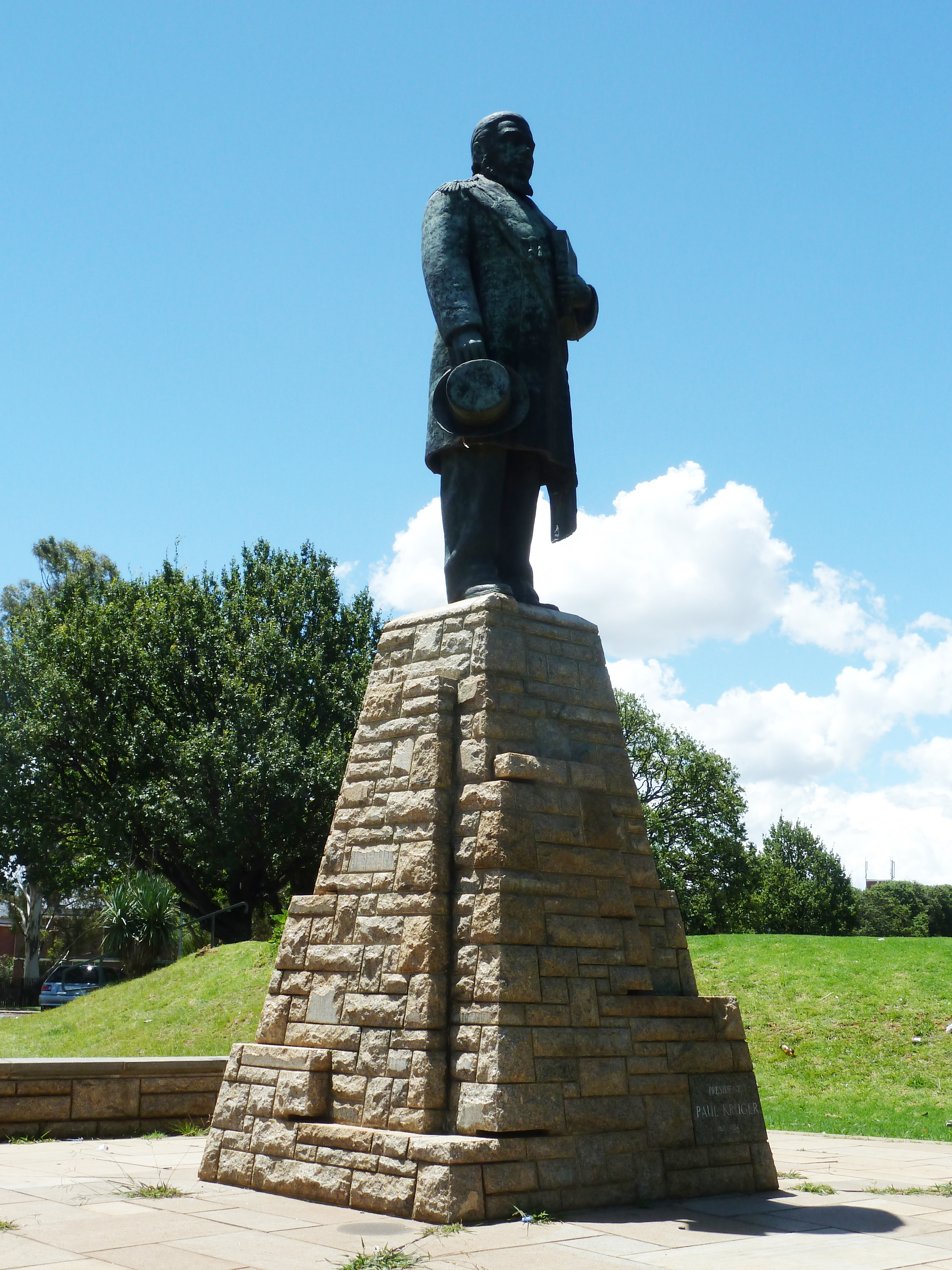
Statue réalisée par Laurika Postma du président Paul Kruger à Krugersdorp, dont le patronyme fut donné à la ville

En 1880, 3 ans après l'annexion du Transvaal par les Britanniques, 6 000 boers jurèrent à Paardekraal, sur le site de la future ville de Krugersdorp, de se battre contre les Britanniques jusqu'à ce que le Transvaal retrouve son indépendance (première guerre des Boers).
La découverte d'or dans le Witwatersrand fut à l'origine de la fondation de Krugersdorp, en lieu et place de Paardekraal, en 1887 par Marthinus Wessel Pretorius et baptisée en hommage au président du Transvaal, Paul Kruger.
Durant la seconde guerre des Boers, les Britanniques y bâtirent un camp de concentration pour les civils Boers.
En 1952, la West Rand Consolidated Mine effectua la première extraction d'uranium à Krugersdorp.
Les mines de Krugersdorp sont alors réputées pour leur or, leur manganèse, leur fer ou encore leur amiante.
Sociologiquement populaire et ouvrière, la ville fut, durant l'apartheid (1948-1991), politiquement acquise par le parti national puis disputée par le parti conservateur d'Afrique du Sud.
Le 1er novembre 1994, comme dans les autres villes sud-africaines, un conseil municipal de transition fut mis en place incorporant à Krugersdorp les townships de Kagiso, Munsieville, Azaadville et Muldersdrift. La population de la nouvelle municipalité du « Grand Krugersdorp » ainsi mise en place était alors de 350 000 personnes.

## Administration
Depuis 2000, la municipalité de Krugersdorp, rebaptisée Mogale City, intègre les villes et townships de Krugersdorp, Kagiso, Muldersdrift, Munsieville, Tarlton, Hekpoort, Magaliesburg, Azaadville, et les zones industrielles de Chamdor, Factoria et Boltonia.

### Maires de Krugersdorp
- Joseph Seehoff, maire en 1905
- Robert M Cooper
- James Thomas Halse, maire de 1929 à 1932
- L.A. Snyman, maire de 1932 à 1934
- Cecil W. Knight, maire de 1934 à 1935
- A.J. Tinker, maire de 1936 à 1937
- W.G. Delport, maire de 1937 à 1938
- Louis Friedman, maire de 1938 à 1939 (1er mandat)
- E. Gitsham, maire en 1940
- C.J. Foley, maire en 1942
- J.G. Schoeman, maire de 1945 à 1946
- W.G. Delport, maire de 1946 à 1947
- Louis Friedman, maire de 1947 à 1948 (2ème mandat),
- Louis Friedman, maire de 1950 à 1951 (3ème mandat),
- Ernie Gouws, maire en 1978
- Stanley Alexander Friedman, maire de 1978 à 1980
- Roy Martin (-2005),
- Stephen Motingoa (ANC) de 1995 à 2001, premier maire de la nouvelle municipalité du « Grand Krugersdorp »

## Desserte
Krugersdorp est accessible facilement par les routes R28/N14 et l'autoroute N1 depuis Pretoria, Johannesburg et l'aéroport international de Johannesburg.
La ville est proche également de l'aéroport régional Lanseria par la R511 et dispose de son propre aérodrome, Jack Taylor Airfield.

## Lieux d'intérêts et monuments
- Civic centre (1907)

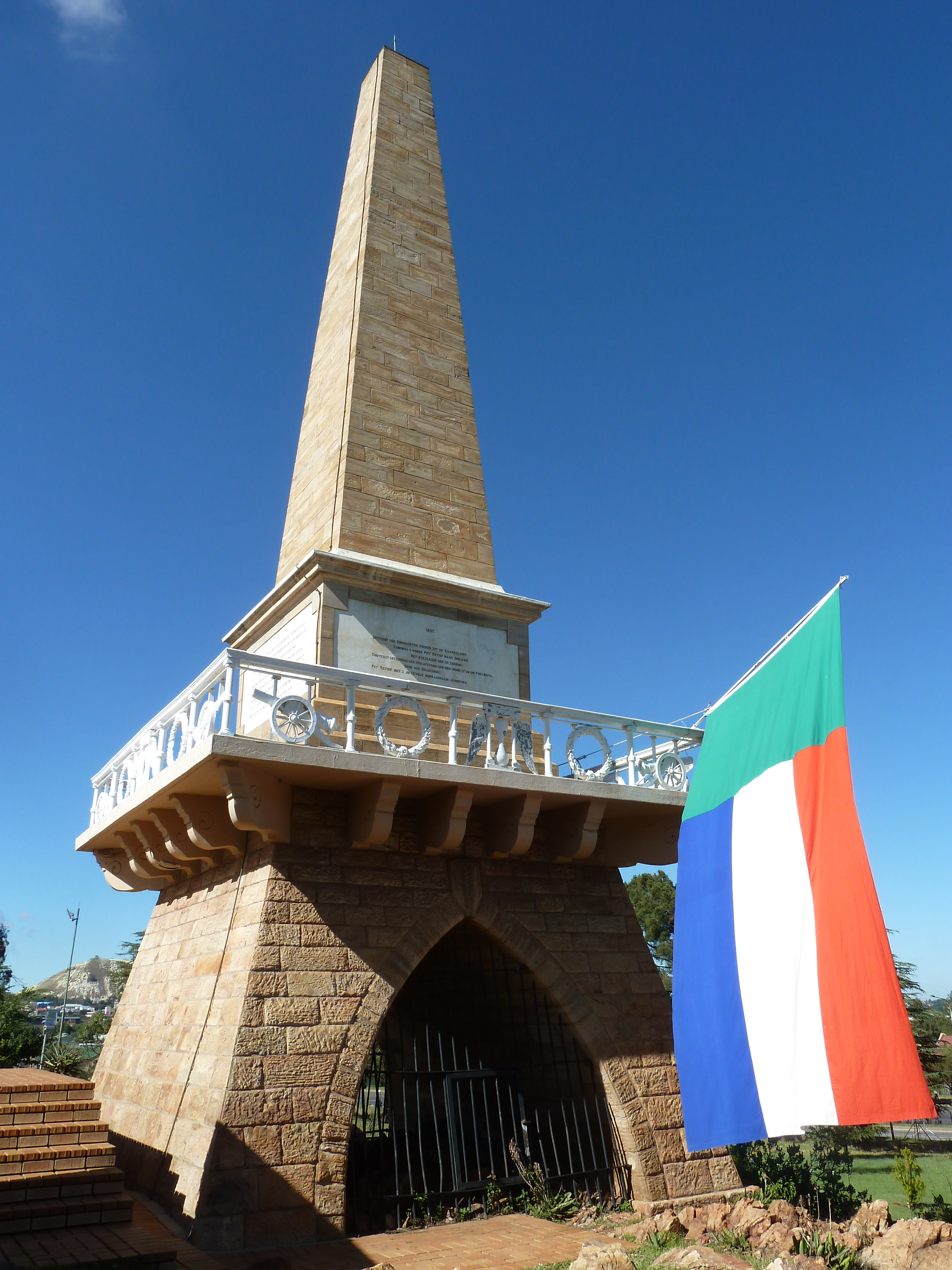
Le Paardekraal Monument

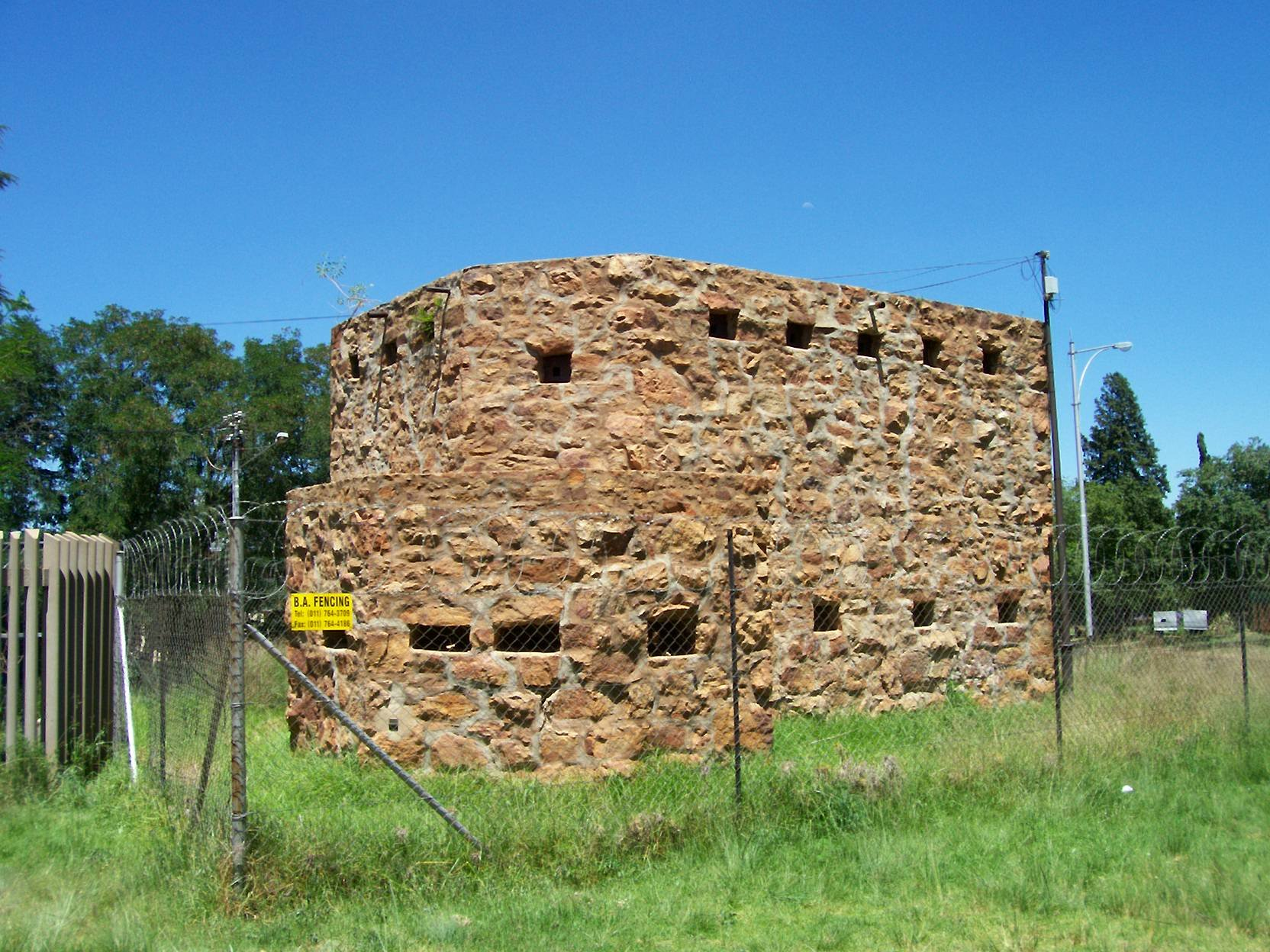
Blockhaus britannique datant de la seconde guerre des Boers

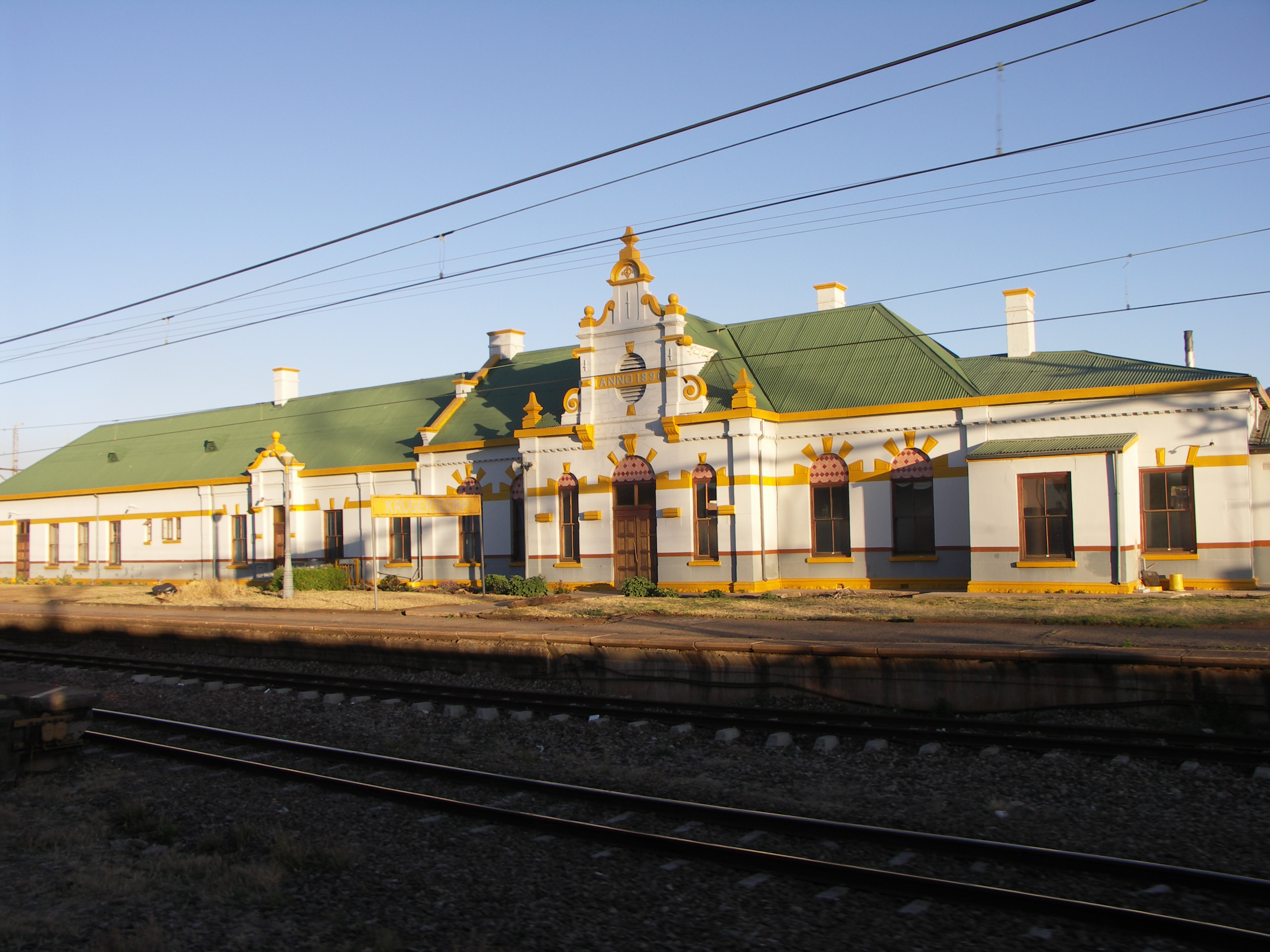
Old Station Building: L'ancienne gare ferroviaire du Transvaal à Krugersdorp (1896)

- Buste de JG Strijdom (1966), ancien premier ministre,
- Cénotaphe (1922)
- Memorial Avenue,
- Old Station Building (1887/1896), d'architecture afrikaner, inauguré par le président Kruger. Monument national depuis 1984,
- Voortrekkerpad Monument, bloc de granit situé sur la route emprunté par les Voortrekkers en 1838
- Hôtel de ville (1906),
- Old Magistrate's Court Building (1890), de style Renaissance-Baroque. Depuis 1995, il abrite aussi le musée de la ville de Mogale (Mogale City Museum) consacré à l'histoire locale,
- Paardekraal Monument (1891), symbolisant l'unité des Boers, inauguré par le président Kruger, jeté dans le fleuve Vaal par les Britanniques en 1901, déclaré monument national en 1936.
- Paul Kruger Statue (1962), sculpté par Laurika Postma, représentant Paul Kruger, une bible dans une main et son chapeau haut de forme dans l'autre main. La statue fut inaugurée par le président Charles Swart le 10 octobre 1962.
- Le blockhaus anglais (1900) surplombant l'ancien camp de concentration,
- Camp de concentration de Krugersdorp, l'un des plus grands du Transvaal, où périrent 800 femmes et enfants
- Autres : Krugersdorp Game Reserve, Letsedi Cultural Village, Montagnes de Magaliesberg, South African National Railway and Steam Train Museum, les grottes Sterkfontein, Walter Sisulu Botanical Gardens ...

## Personnalités locales
- Yusuf Dadoo, activiste
- Scott Spedding, joueur de rugby
- Lucien van der Walt, personnalité politique
- Leon Wessels, député de Krugersdorp de 1977 à 1994

## Galerie

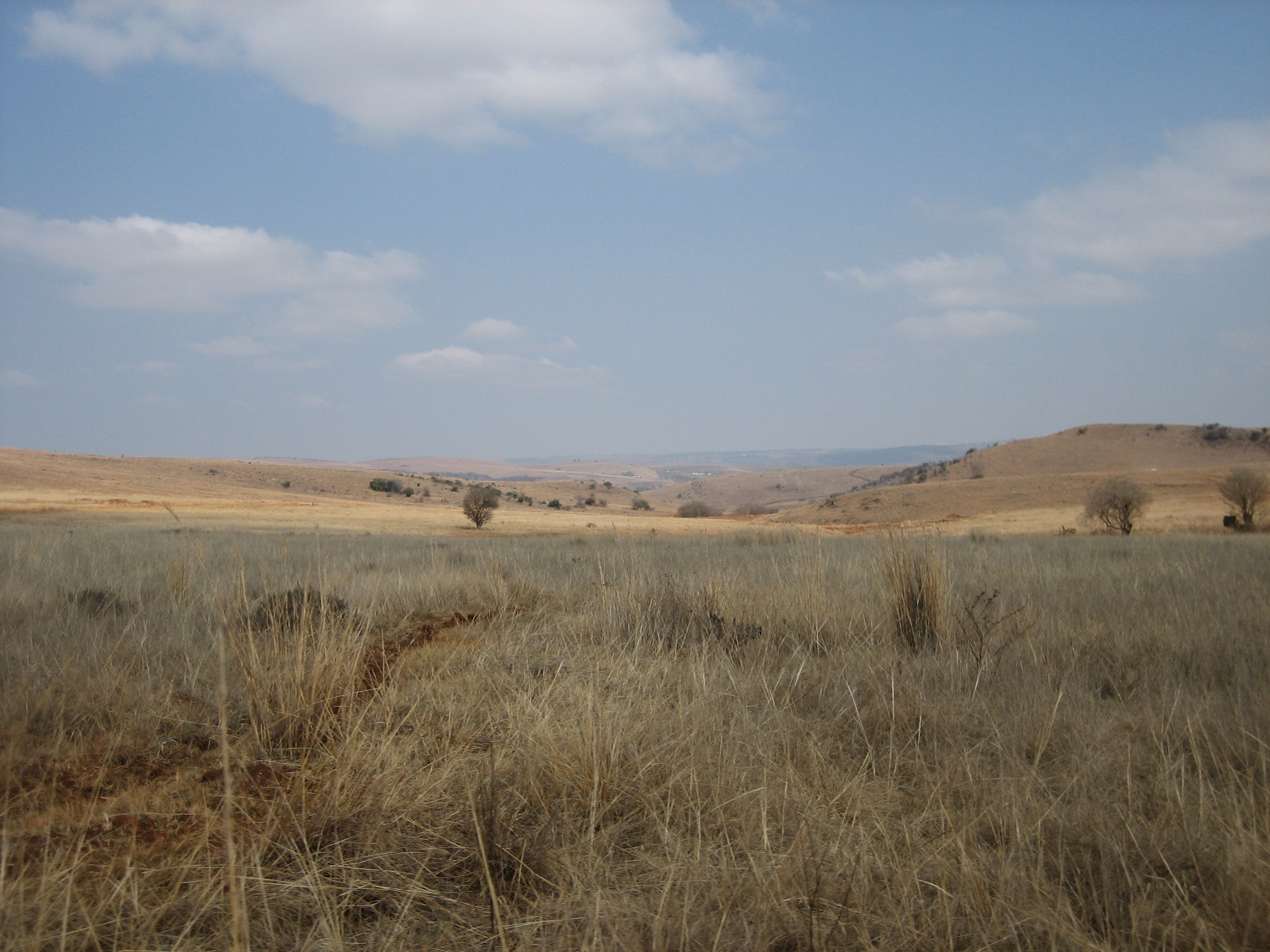
La réserve de rhinocéros et de lions à Krugersdorp
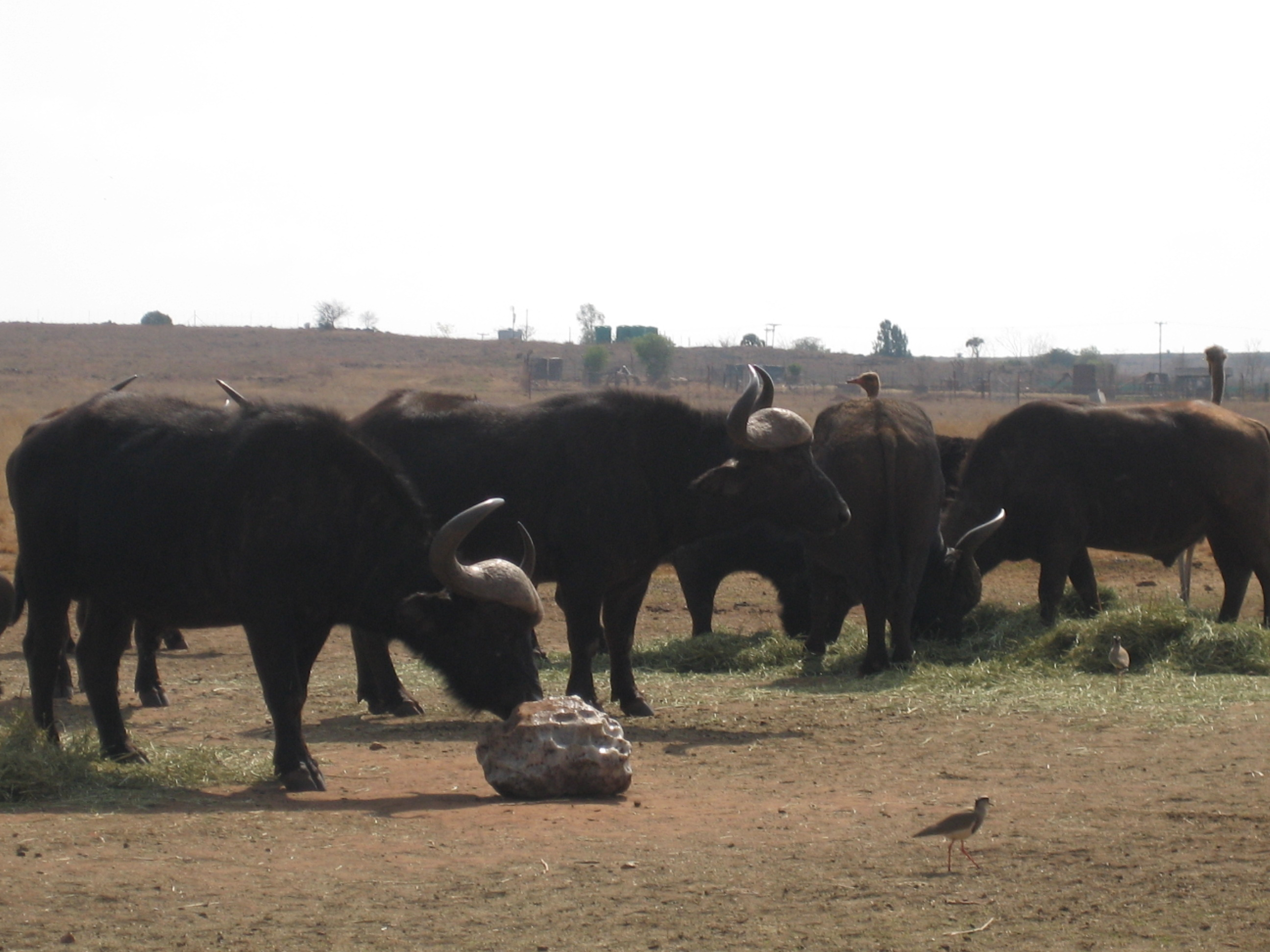
Buffalo dans la réserve de rhinocéros et de lions de Krugersdorp
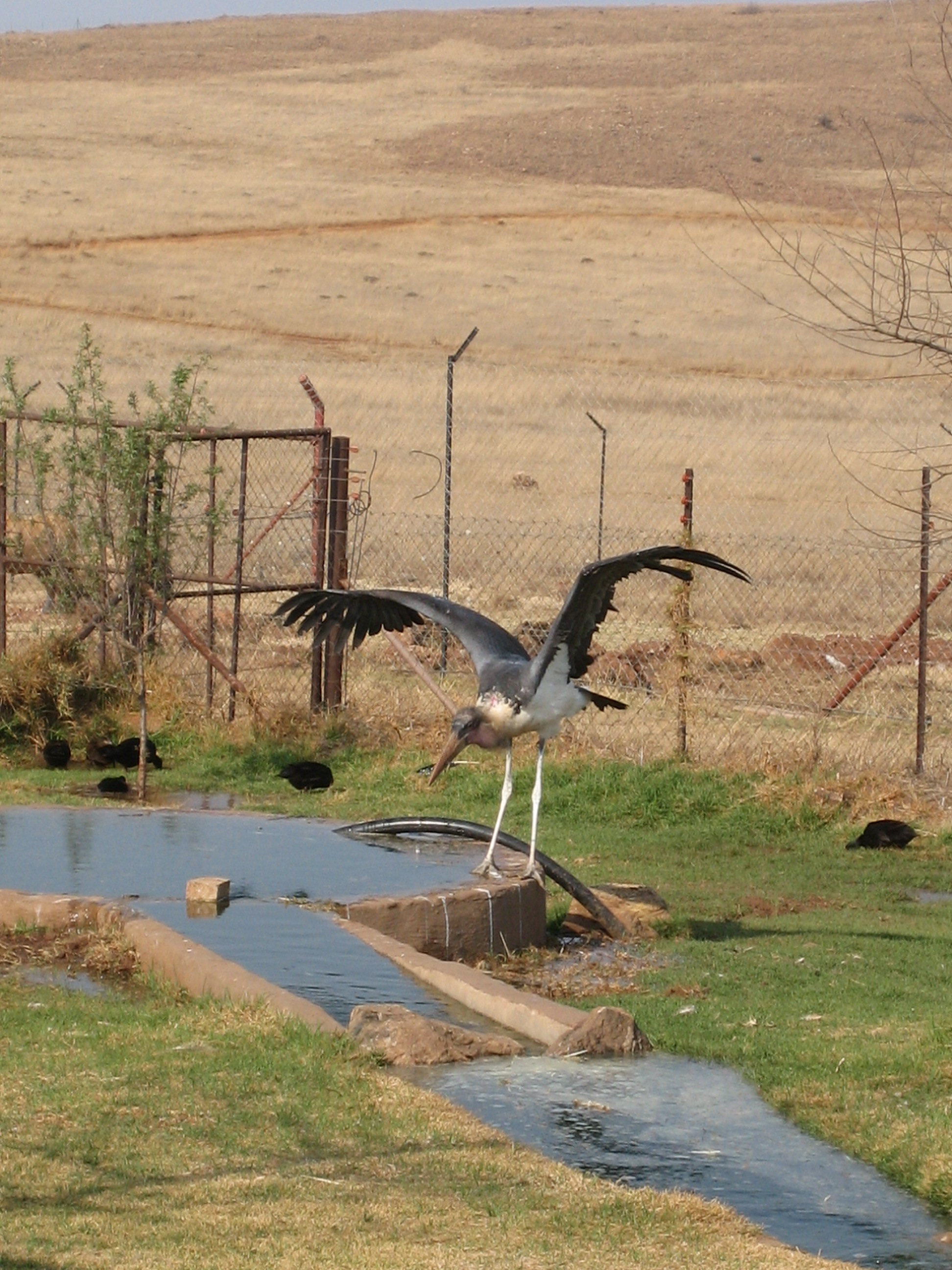
Grues dans la réserve Rhino and Lion
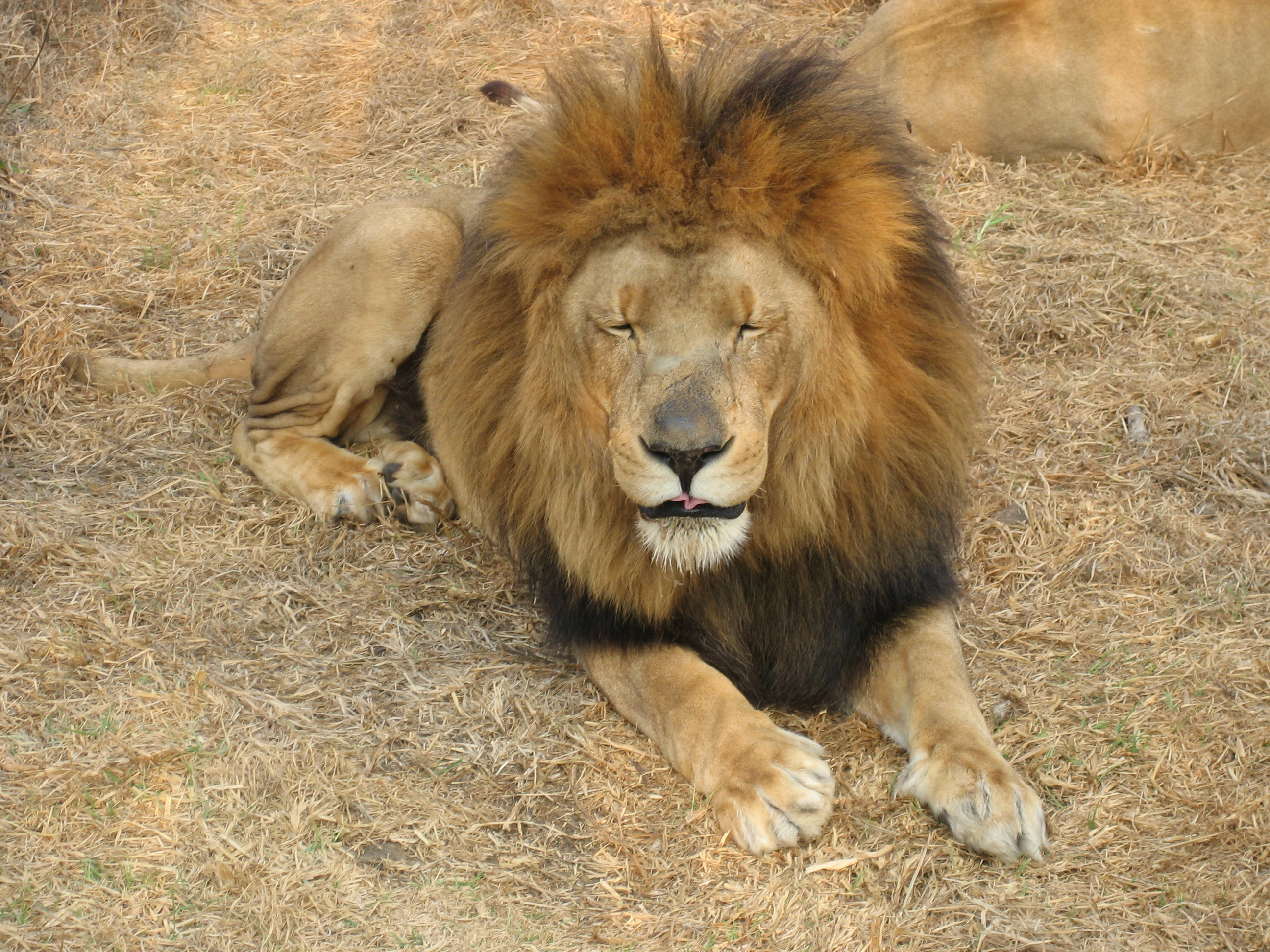
Le lion dans la réserve de rhinocéros et de lions
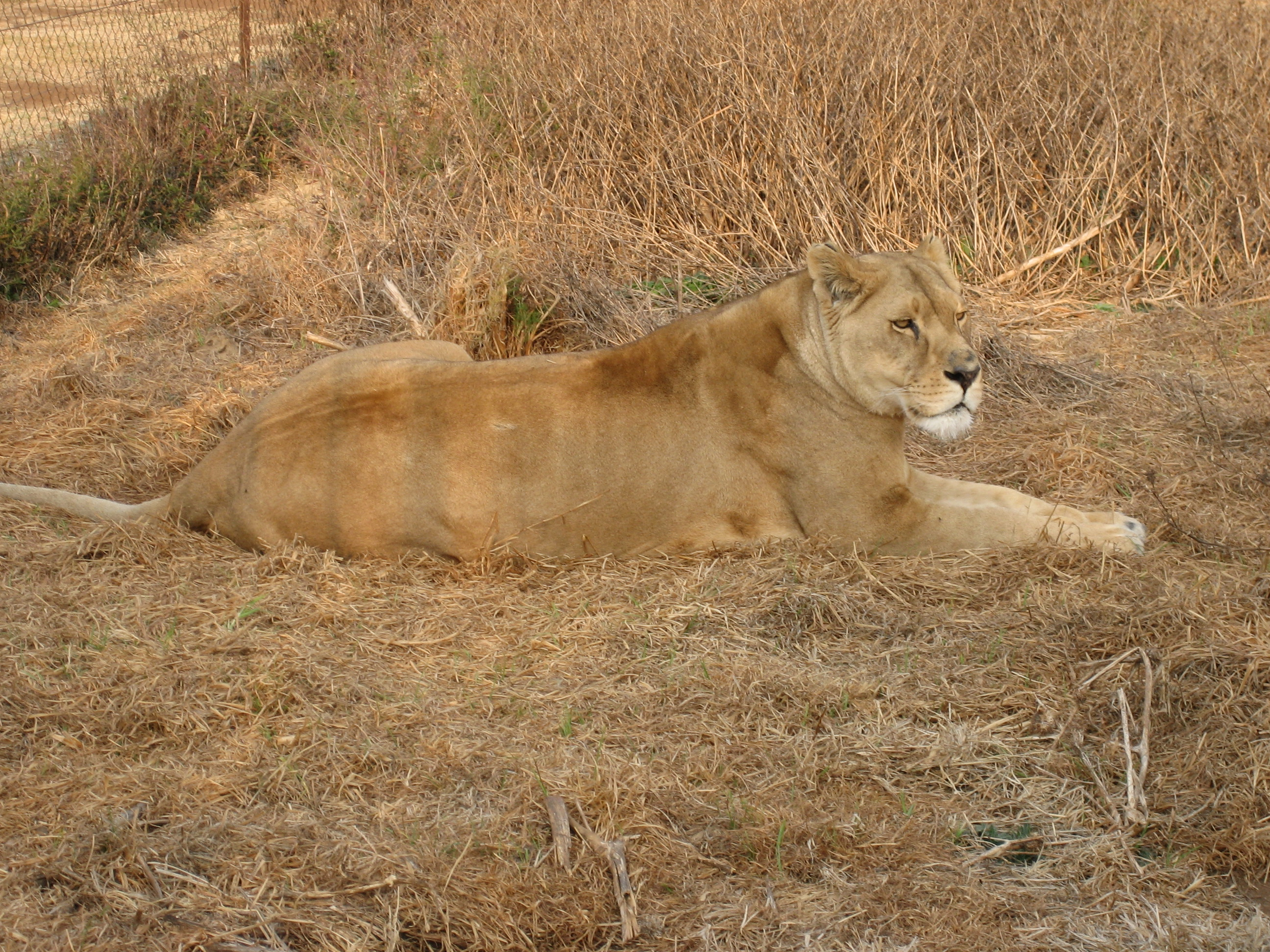
La lionne dans la réserve